# Rareuptychia clio
Genre
Espèce
Rareuptychia clio est une espèce néotropicale de lépidoptères (papillons) de la famille des Nymphalidae et de la sous-famille des Satyrinae. Elle est la seule représentante du genre monotypique Rareuptychia.

## Distribution et biotopes
Rareuptychia clio est originaire d'une petite région située à l'intersection des frontières du Pérou, du Brésil et de la Bolivie. Elle se rencontre dans la forêt humide primaire à basse altitude.

## Systématique
L'espèce Rareuptychia clio a été décrite par l'entomologiste allemand Gustav Weymer en 1911, sous le nom initial d'Euptychia clio,.
Elle est l'espèce type et l'unique espèce du genre monotypique Rareuptychia, décrit en 1964 par l'entomologiste allemand Walter Forster.